# Świercze-Koty (gromada)
Świercze-Koty – dawna gromada, czyli najmniejsza jednostka podziału terytorialnego Polskiej Rzeczypospolitej Ludowej w latach 1954–1972.
Gromady, z gromadzkimi radami narodowymi (GRN) jako organami władzy najniższego stopnia na wsi, funkcjonowały od reformy reorganizującej administrację wiejską przeprowadzonej jesienią 1954 do momentu ich zniesienia z dniem 1 stycznia 1973, tym samym wypierając organizację gminną w latach 1954–1972.
Gromadę Świercze-Koty z siedzibą GRN w Świerczach-Kotach (od 1986 jako Świercze) utworzono – jako jedną z 8759 gromad na obszarze Polski – w powiecie pułtuskim w woj. warszawskim, na mocy uchwały nr VI/10/17/54 WRN w Warszawie z dnia 5 października 1954. W skład jednostki weszły obszary dotychczasowych gromad Bruliny, Bylice, Gaj, Gołębie, Klukowo, Klukówek, Ostrzeniewo, Prusinowice, Świercze-Koty, Świercze-Siółki i Wyrzyki ze zniesionej gminy Gołębie w tymże powiecie. Dla gromady ustalono 21 członków gromadzkiej rady narodowej.
31 grudnia 1959 do gromady Świercze-Koty przyłączono (a) wsie Świerkowo, Świeszewo i Świeszewko ze znoszonej gromady Mazewo Dworskie w powiecie pułtuskim oraz (b) wieś Wyrzyki-Pękale ze znoszonej gromady Wólka Szczawińska w powiecie płońskim w tymże województwie.
Gromada przetrwała do końca 1972 roku, czyli do kolejnej reformy gminnej. 1 stycznia 1973 w powiecie pułtuskim utworzono gminę Świercze Koty (1 kwietnia 1986 nazwę zmieniono na Świercze).